# Harry Hines Woodring
Harry Hines Woodring (31 de Maio de 1887 - 9 de Setembro de 1967) foi um político americano. Filiado ao Partido Democrata, foi o 25° Governador do Kansas e Secretário da Guerra no governo do Presidente Franklin Delano Roosevelt de 1936 até 1940. Também foi Secretário Adjunto da Guerra dos Estados Unidos de 1933 até 1936.

## Biografia
Harry Hines Woodring nasceu em 1887 em Elk City, Kansas, filho do fazendeiro e soldado do Exército da União Hines Woodring. Estudou em escolas municipais e aos dezesseis anos começou a trabalhar como zelador no First National Bank de Neodesha, Kansas. Frequentou a Lebanon Business University em Lebanon, Indiana, por um ano, o que lhe rendeu um emprego como contador e assistente de caixa do First National Bank em Elk City.

## Carreira
Woodring logo se tornou assistente de caixa do First National Bank de Neodesha. Woodring foi promovido rapidamente para se tornar vice-presidente e proprietário do banco até se alistar como soldado no Exército dos EUA. Mais tarde, foi comissionado como segundo-tenente no Corpo de Tanques na Primeira Guerra Mundial. Foi eleito comandante do departamento da Legião Americana no Kansas e, em 1928, vendeu seu banco para entrar na política.
Woodring venceu a eleição para governador do Kansas em 1930 em uma polêmica disputa de três candidatos com o Republicano Frank Haucke e o candidato e especialista em transplante de glândula de cabra John Brinkley. Brinkley ganhou a maioria dos votos, mas o estado só contou as cédulas escritas com J. R. Brinkley, desqualificando dezenas de milhares de cédulas escritas com variantes como John Brinkley. O próprio Woodring admitiu que teria perdido se todos os votos de Brinkley tivessem sido contados. Woodring foi governador do Kansas de 1931 até 1933. Sendo o único Democrata eleito para um cargo público, seus esforços para reduzir despesas foram em grande parte bloqueados pelos Republicanos, então reduziu seu próprio salário e no departamento de estradas, o único lugar onde os Democratas tinham controle.
Woodring concorreu à reeleição em 1932, mas perdeu para o Republicano Alf Landon em uma disputa de três candidatos, novamente com John Brinkley.
No dia 25 de Julho de 1933, Woodring casou-se com Helen Coolidge, com quem teve três filhos. Coolidge era filha do Senador dos EUA Marcus A. Coolidge.
Woodring exerceu como Secretário Adjunto da Guerra de 1933 até 1936, com supervisão sobre questões de aquisições. Foi promovido e exerceu como Secretário da Guerra no governo do Presidente Franklin Roosevelt de 1936 até 1940. Projetou as recomendações de seu predecessor para aumentar a força do Exército Regular, da Guarda Nacional e do Corpo de Reserva. Durante seu mandato, realizou uma revisão dos planos de mobilização para equilibrar o pessoal e as aquisições e enfatizou a necessidade de aperfeiçoar a força protetora inicial (em tempos de paz).
Um severo não intervencionista, Woodring foi pressionado por outros membros do governo a renunciar no primeiro ano da Segunda Guerra Mundial. O Secretário do Interior, Harold Ickes, reuniu-se com Roosevelt pelo menos duas vezes para pedir a demissão de Woodring, mas FDR a princípio não quis demiti-lo, em vez de nomear o intervencionista ferrenho Louis A. Johnson como secretário adjunto da guerra de Woodring. Woodring e Johnson entraram em conflito imediatamente e rapidamente chegaram ao ponto em que se recusaram a falar um com o outro. No dia 20 de Junho de 1940, Roosevelt encerrou a luta finalmente demitindo Woodring, substituindo-o pelo político Republicano Henry Stimson. Woodring permaneceu isolacionista, opondo-se à Lei de Alistamento e Treinamento Militar de 1940.
Woodring concorreu sem sucesso à Governador do Kansas em 1946 e para a indicação do Partido Democrata para esse cargo em 1956.

## Morte
Woodring morreu após um derrame em Topeka, Kansas, no dia 9 de Setembro de 1967. Está sepultado no Cemitério Mount Hope em Topeka.

## Leia mais
- Book Reviews From Parameters,  Autumn 2006, pp. 124–49.